# CIVETS

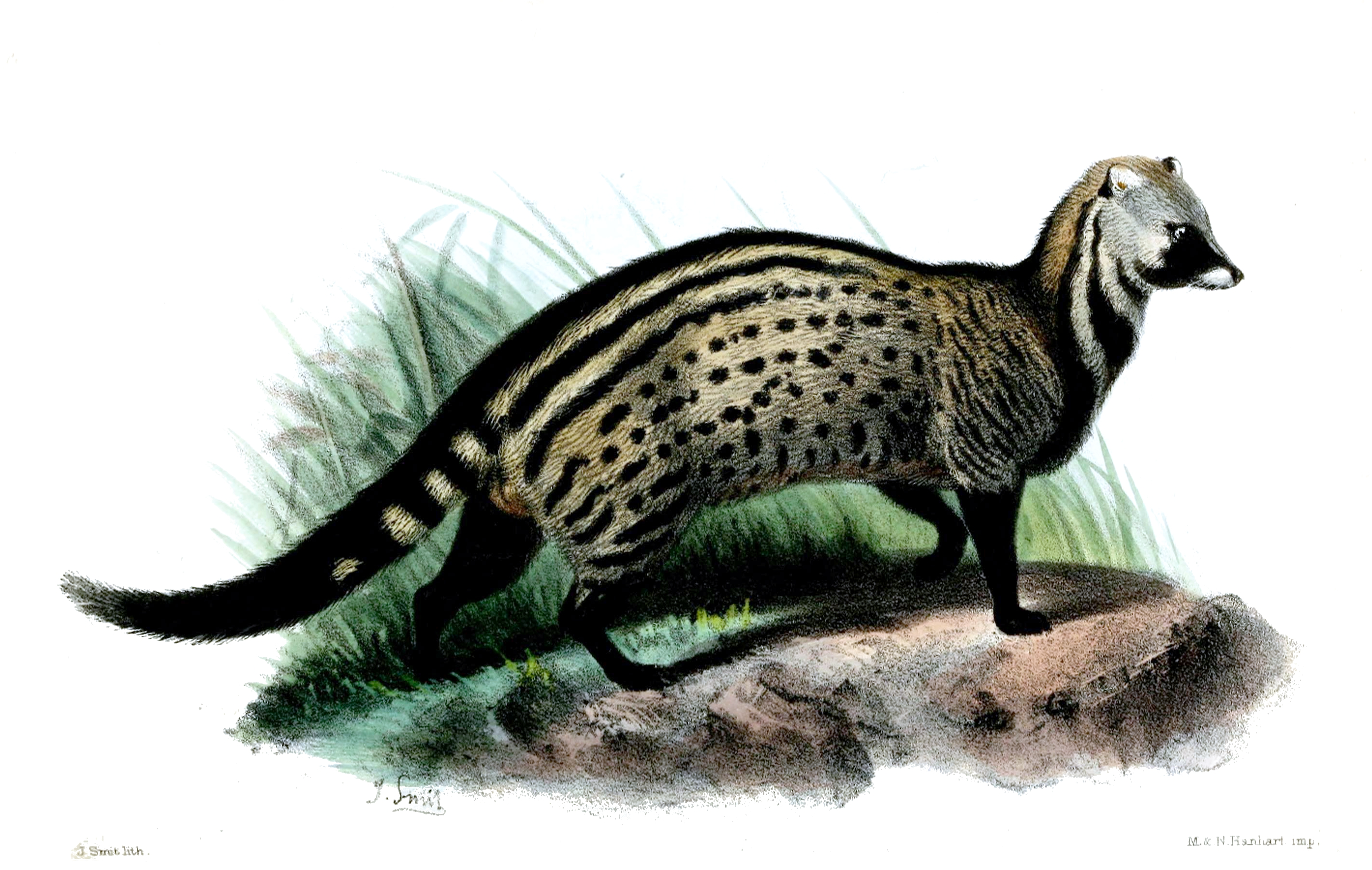
Civeta, Mamífero asiático.

CIVETS es un acrónimo para referirse a los mercados emergentes de Colombia, Indonesia, Vietnam, Egipto, Turquía y Sudáfrica. Es un término acuñado por Robert Ward, Director de la Economist Intelligence Unit (EIU). El término también fue usado por el CEO del HSBC Michael Geoghegan al referirse a las economías emergentes que 'tendrán un dinamismo especial en los próximos años'. El nombre fue tomado de la civeta, un mamífero carnívoro, con apariencia entre gato y mapache, que vive en Asia.
Entre las razones que se argumentan para hablar de estos países en un solo bloque es por su similar nivel de población, su potencial de crecimiento y su apertura económica.

## La tesis CIVETS
Según el diario The Economist, las economías CIVETS se perfilan como destinos atractivos para los inversionistas y reportarán un incremento del producto interno bruto (PIB) del 4,5 por ciento en los próximos 20 años. Por encima incluso de las estimaciones para los países del G8, que sería del 1,8 por ciento. Todos tienen poblaciones numerosas y jóvenes, que van desde los 51 millones de Colombia hasta los 272 millones de Indonesia.

### Colombia

Bandera de Colombia.

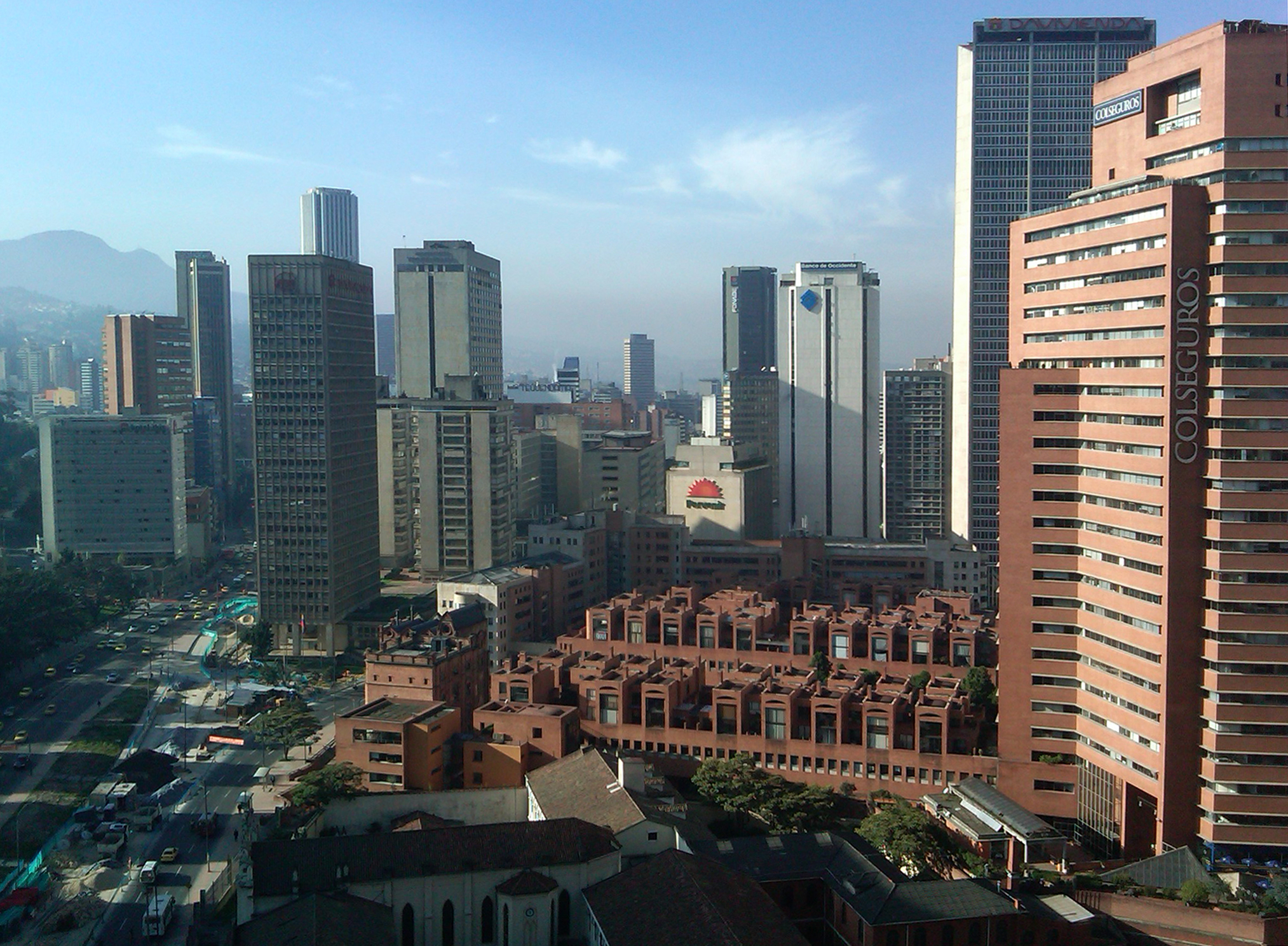
Bogotá, capital de Colombia

El contexto de Colombia es especial. A pesar de ser la democracia más estable de Hispanoamérica, se ha hallado sumergida en un conflicto de más de 50 años contra grupos calificados como terroristas que han amenazado la estabilidad del país. Pese a ello el panorama ha cambiado en los últimos años, por el combate frontal del terrorismo y la progresiva apertura económica además de un crecimiento económico sostenido.
Se han establecido políticas que favorecen ampliamente la creación de negocios por parte del capital extranjero, lo que el gobierno nacional ha denominado 'confianza inversionista', pero ha recibido críticas porque crea demasiadas prerrogativas para los intereses particulares, en detrimento del interés general. La economía colombiana también ha experimentado un crecimiento promedio de 4.5 % en la última década, con lo cual ha reducido los índices de pobreza, aunque restan diversas dificultades a enfrentar.
Estos hechos han contribuido al incremento de la inversión extranjera en un 250 %. y con la bonanza petrolera, el país está planeando cómo enfrentar una eventual enfermedad holandesa por los miles de millones de dólares que están entrando en la economía nacional.
El país tiene un razonable déficit presupuestal en 3.6 % de acuerdo con The Economist y la tasa de inflación no supera el 3 %. Colombia constituye la cuarta economía latinoamericana de mayor tamaño según el PIB PPA que supera los 720 mil millones de dólares, después de Brasil, México y Argentina. La consolidación del Mercado Integrado Latinoamericano (MILA), liderado por la Bolsa de Valores de Colombia e integrado por las bolsas de los países de Perú, México y Chile logró convertirse en la segunda plaza bursátil más grande de Latinoamérica. Se espera que lleguen nuevos integrantes al MILA como las bolsas de España.
Colombia se ha convertido en una estrella económica de la región sudamericana,[cita requerida] por un crecimiento económico alto y sostenido, al igual que una buena reacción frente a la crisis económica de 2008. Por primera vez en 2011 una compañía colombiana ha ingresado a la lista de Global 500 y su capital, Bogotá, ha sido clasificada como una de las mejores 15 para invertir en el mundo.

### Indonesia

Bandera de Indonesia.

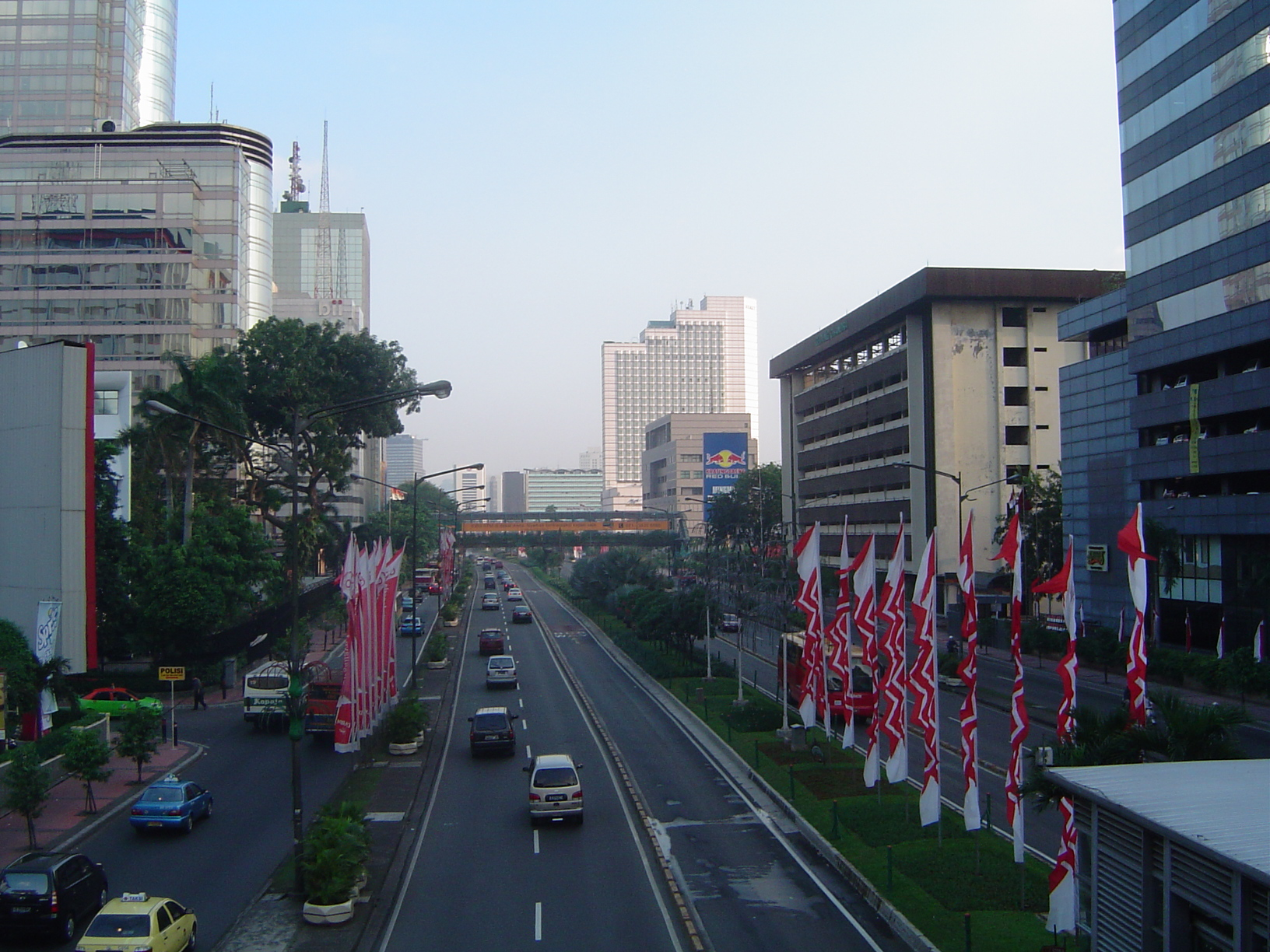
Yakarta, capital de Indonesia.

Robert Hsu, editor de InvestorPlace.com, afirmó: "En general, creo que de los CIVETS el mejor país para jugar ahora es Indonesia".
Después de emerger como el Cuarto miembro de más rápido crecimiento del G-20 en 2009, Indonesia ha tenido un fuerte empeño. En el 2009, Indonesia creció a un ritmo de 5,8% - especialmente teniendo en cuenta el panorama económico.
Al igual que China y la India, Indonesia también se está expandiendo, y el crecimiento en inversión en el 2009 fue impulsado por el gasto en infraestructura y los altos precios de los productos básicos.
"He tenido Indonesia en mi radar durante algún tiempo, ya que el país está repleto de recursos naturales como el carbón, cobre, oro, gas natural, petróleo, plata y estaño. También se encuentra mucho más cerca de sus clientes más grandes de los productos básicos - China y la India - (lo que significa que deberían beneficiarse tanto como los gigantes de crecer) que otros países ricos en materias primas como Australia y Brasil". señala también Robert Hsu.
Con 272 millones de habitantes y un PIB de 521.000 millones de dólares estadounidenses, es una economía de fondo, lo suficiente para invertir en ella. El déficit presupuestario es un razonable 2,1% del PIB, y la cuenta corriente está en superávit.

### Vietnam

Bandera de Vietnam.

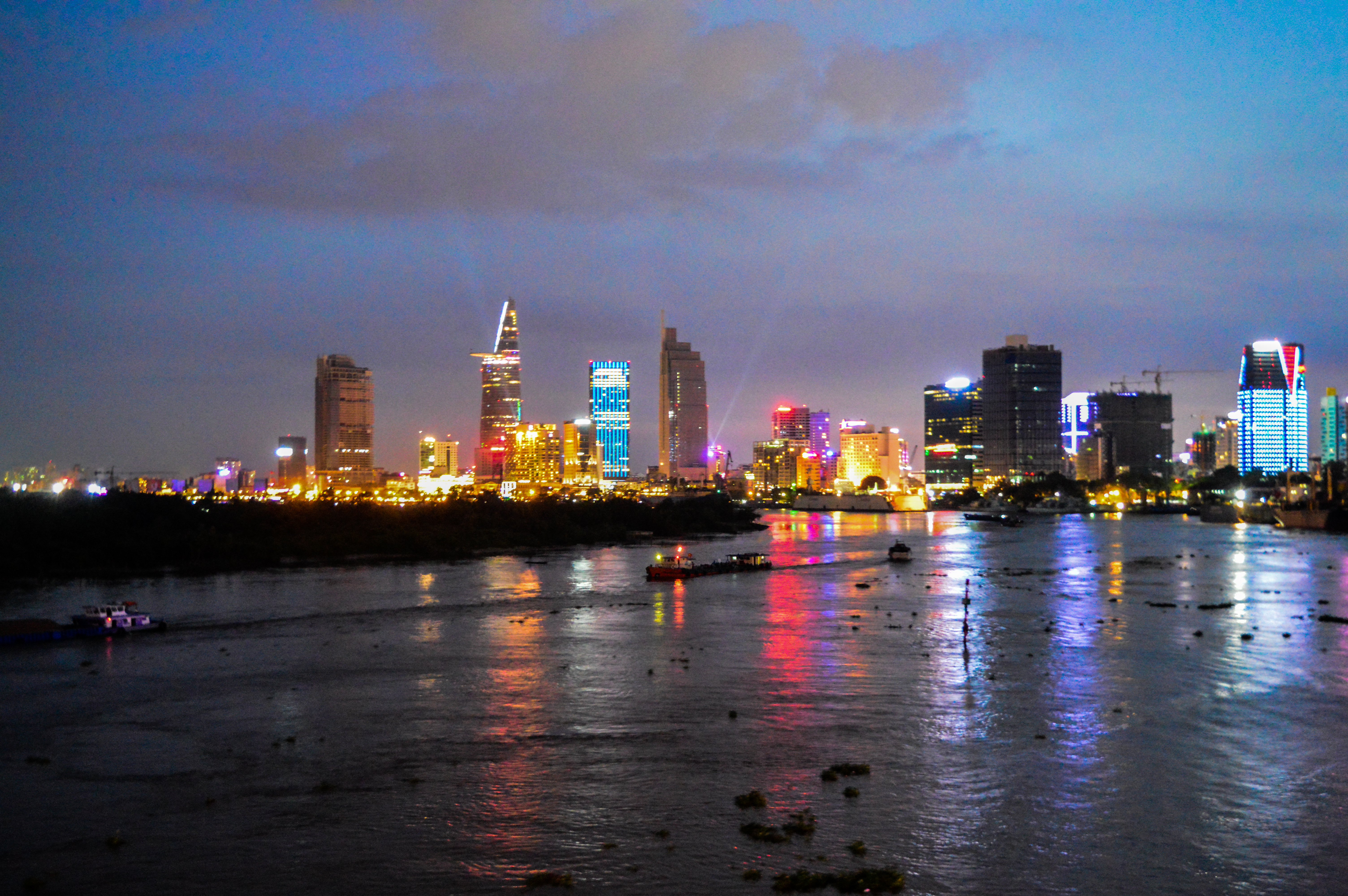
Ho Chi Minh, la mayor ciudad vietnamita.

Después de la muerte del líder Le Duan en 1986, Vietnam comenzó a hacer la transición del comunismo a la economía capitalista, después de sufrir una inflación del 700% y tener la economía estancada. El Partido Comunista inició un amplio paquete de reformas económicas llamadas Doi Moi. En la actualidad, el PIB del país se divide en sectores con las siguientes proporciones: sector primario 18,4%, secundario 38,3 % y terciario 43,3 %. ("Renovación"), con semejanzas del modelo chino (apertura económica mezclada con política comunista) y con similares resultados también. Entre 1990 y 1997 la economía de Vietnam creció a un ritmo de 8 %, con similares resultados en los años siguientes.
La economía de Vietnam ha sido una de las de más rápido crecimiento en el mundo, partiendo de su situación de pobreza extrema antes de 1986. Tales cambios en la sociedad han introducido costumbres consumistas de occidente, especialmente entre los nuevos ricos de Vietnam, abriendo la brecha de desigualdad social y llevando la inflación hasta el 12%, después de haberla recuperado hasta un 4%. Sin embargo, los dirigentes del Partido Comunista son optimistas de mantener el ritmo de crecimiento de Vietnam al punto de que en diez años sea considerado un país industrializado.

### Egipto

Bandera de Egipto.

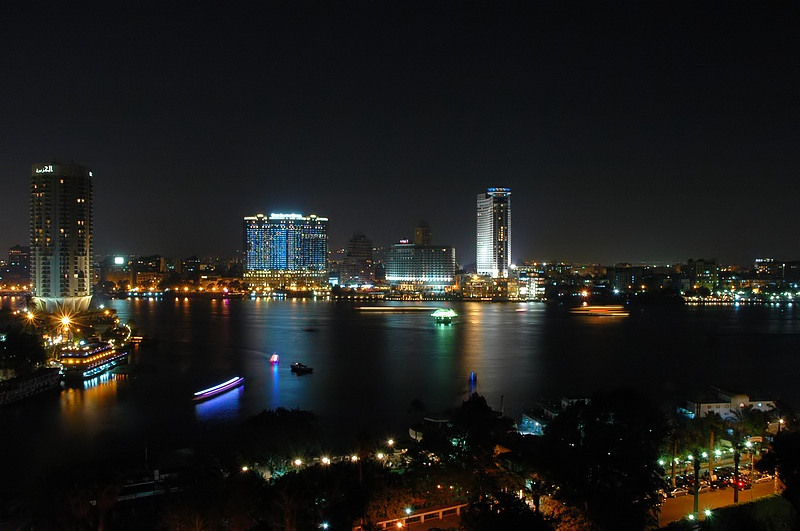
El Cairo, capital de Egipto.

Ocupando el nordeste de África, el Egipto es seccionado en dos por el fértil valle del río Nilo. Su economía era muy centralizada durante el periodo del presidente Gamal Abdel Nasser, pero se abrió durante los gobiernos de los presidentes Anwar el-Sadat y Hosni Mubarak.
El gobierno implantó agresivas reformas entre el 2004 y el 2008 con miras a atraer la inversión extranjera y estimular el crecimiento, que fue superior al 7% al año el 2007 y el 2008. Sin embargo, el 2009 el crecimiento cayó para 4,7, como resultado de la crisis financiera global, que afectó los sectores volcados a la exportación, especialmente las manufacturas y el turismo. Hoy, la economía de Egipto es la segunda de África según datos del Banco Africano de Desarrollo.
En el 2010, el sector del turismo en el país africano marcó un importante renglón en la economía, al recibir cerca de 15 millones de visitantes, los cuales movieron alrededor de 9.000 millones de Euros y representó un incremento del 11% con respecto al año anterior.

### Turquía

Bandera de Turquía.

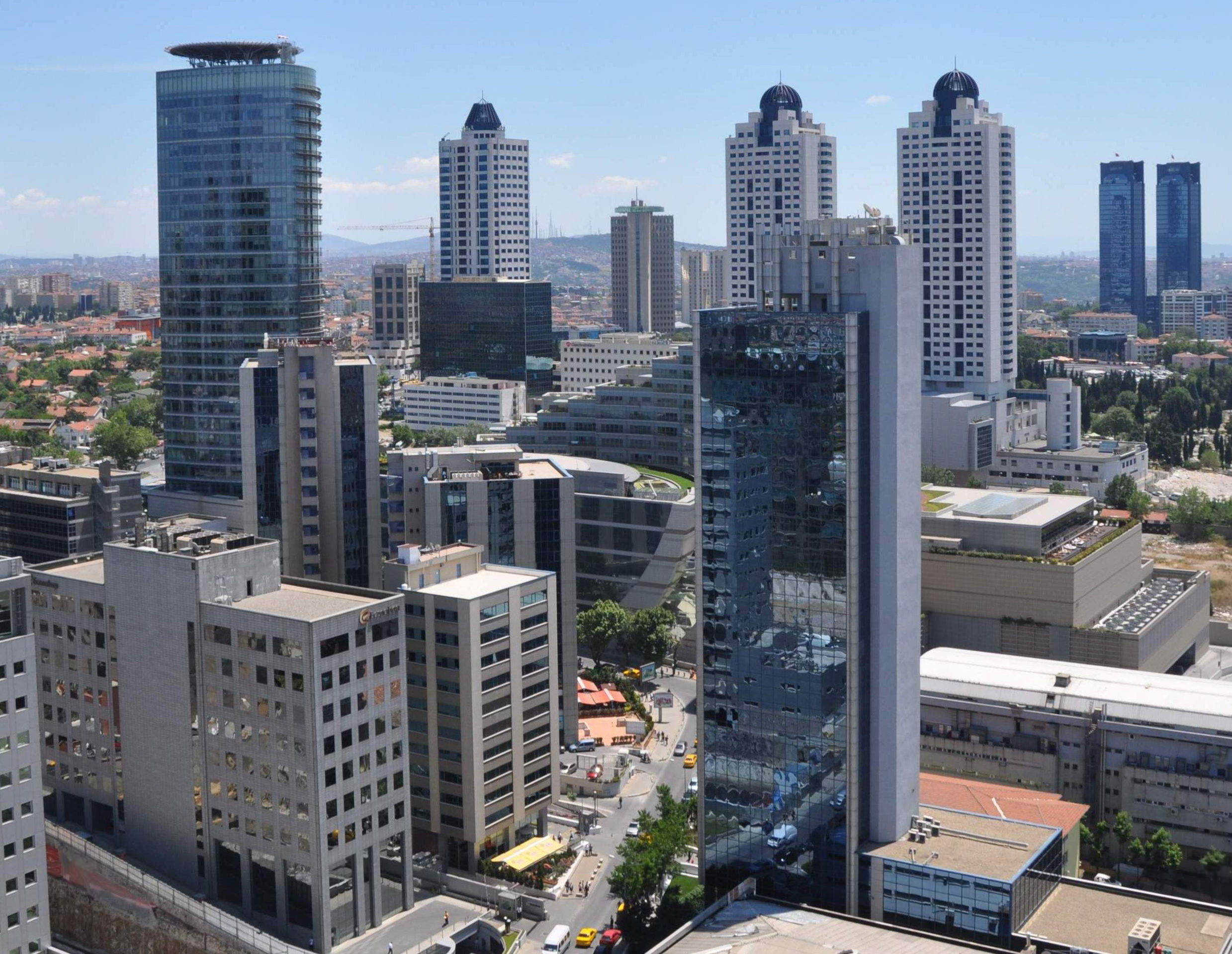
Estambul, la mayor ciudad turca.

La economía de Turquía está altamente desarrollada. El país se encuentra entre los principales productores mundiales de productos agrícolas, textiles, vehículos de motor, barcos y otros equipos de transporte, electrónica y artefactos para el hogar. La economía dinámica de Turquía es una mezcla compleja de industria moderna y agricultura tradicional. Posee un sector privado en estado de crecimiento rápido y estable y el estado juega un rol básico en la industria, actividades bancarias, transporte y comunicaciones. La industria más importante de Turquía y su principal producto de exportación son sus telas y ropas, aún mayoritariamente en manos privadas.
Turquía ha sido llamada pequeña China por un vasto mercado interior, compuesto por 84 millones de habitantes, de la cual la mitad tiene menos de 25 años.
En años recientes la situación económica de Turquía se ha caracterizado por un crecimiento económico errático y graves desbalances. El crecimiento de su PIB real ha excedido el 6% durante varios años, pero su fuerte expansión ha sido interrumpida por agudos declives en 1994, 1998 y 2001.
Mientras tanto, el déficit fiscal del sector privado ha excedido regularmente el 10% de PIB —debido en gran medida a la fuerte presión sobre pagos de intereses, lo cual en 2001 concentró más del 50% del gasto central del gobierno— mientras que la inflación se ha mantenido en el rango elevado de dos dígitos.

### Sudáfrica

Bandera de Sudáfrica.

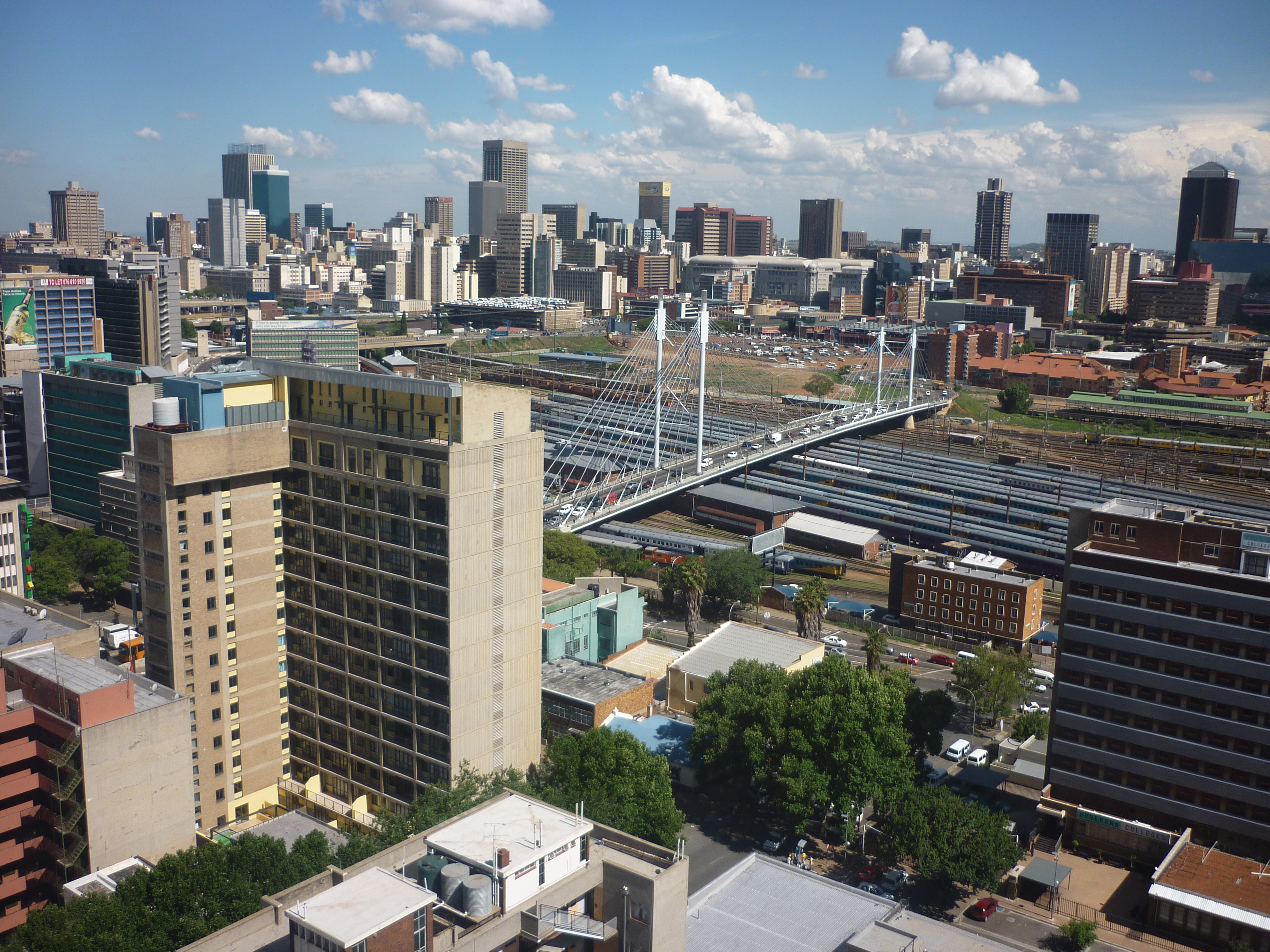
Johannesburgo, principal ciudad económica de Sudáfrica.

Sudáfrica es la primera economía de África (acapara un 25% de todo el PIB africano), y desempeña un papel importante en el desarrollo de la región. La economía sudafricana cuenta con un gran volumen de capital nacional (público y privado) en estrecha relación con las grandes redes económicas mundiales.
Su moneda es el rand divisible en 100 centavos, que es también usada en otros países del Área Monetaria Común de África del Sur (véase también: Krugerrand). La Bolsa de Johannesburgo es la mayor de África.
Un importante sector es la minería, principalmente la extracción de carbón y de minerales y metales preciosos como los diamantes, el oro y el platino. Es uno de los países con mayores reservas y diversidad de riquezas mineras.
Sudáfrica cuenta también con la industria más poderosa y diversificada de todo el continente. Desde los sectores de transformación de bienes agropecuarios y minerales, hasta los sectores automovilístico, aeronáutico y energético.
Un factor importante de la economía sudafricana radica en su naturaleza extraordinaria, única en el mundo, y en sus numerosos parques nacionales, que atraen gente de todo el mundo (véase Parques nacionales de Sudáfrica).

## Cifras
| Países Miembros | PIB 2021 - (PPA nominal) $USD (En miles de millones) | PIB 2021 - (PPA nominal) $USD (En miles de millones) | PIB 2023 per cápita - (PPA nominal) $USD | PIB 2023 per cápita - (PPA nominal) $USD | Exportaciones 2021 $USD (En miles de millones) | Población 2022 | IDH 2022       |
| --------------- | ---------------------------------------------------- | ---------------------------------------------------- | ---------------------------------------- | ---------------------------------------- | ---------------------------------------------- | -------------- | -------------- |
| Colombia        | 351.281                                              | 940.589                                              | 6.093                                    | 18.225                                   | 41,500                                         | 51,149,000     | 0,767 · Alto   |
| Indonesia       | 1.063.396                                            | 1.208.542                                            | 4.824                                    | 4.944                                    | 230,849                                        | 272,249,000    | 0,718 Alto     |
| Vietnam         | 327.979                                              | 385.798                                              | 3.721                                    | 3.550                                    | 335,929                                        | 98,169,000     | 0,704 · Alto   |
| Egipto          | 378.980                                              | 533.739                                              | 4.737                                    | 6.594                                    | 44,523                                         | 102,100,000    | 0,707 Alto     |
| Turquía         | 730.919                                              | 1.112.265                                            | 8.641                                    | 14.853                                   | 235,660                                        | 84,681,000     | 0,820 Muy Alto |
| Sudáfrica       | 375.184                                              | 577.159                                              | 6.812                                    | 11.273                                   | 123,571                                        | 60,143,000     | 0,709 Alto     |